# Kylie's Remixes Volume 1
Kylie's Remixes Volume 1 er et remixalbum af den australske sangerinde Kylie Minogue som blev udgivet den 16. marts 1989 i Japan. Albummet blev senere udgivet i Australien i 1993 og genudsendt i 1998. Denne samling indeholder remixer af ni af hendes tidlige hits.

## Sporliste
1. "I Should Be So Lucky" (The Bicentennial Remix) – 6:12
2. "Got to Be Certain" (The Extra Beat Boys Remix) – 6:52
3. "The Loco-Motion" (The Sankie Remix) – 6:36
4. "Je Ne Sais Pas Pourquoi" (Moi Non Plus Mix) – 5:55
5. "Turn It into Love" (Album Version) – 3:37
6. "It's No Secret" (Extended Version) – 5:49
7. "Je Ne Sais Pas Pourquoi" (The Revolutionary Mix) – 7:16
8. "I Should Be So Lucky" (New Remix) – 5:33
9. "Made in Heaven" (Made in England Mix) – 6:19

## Hitlister
| Hitliste       | Placering |
| -------------- | --------- |
| Japan (Oricon) | 13        |